# Reika Utsugi
Pour les articles homonymes, voir Utsugi.
Reika Utsugi (宇津木 麗華, Utsugi Reika, 1er juin 1963 -) est une joueuse de softball japonaise. Durant les Jeux olympiques d'été de 2000, elle remporta la médaille d'argent puis, aux Jeux olympiques d'été de 2004, elle remporta une médaille de bronze.